# 8696 Kjeriksson
8696 Kjeriksson este un asteroid din centura principală de asteroizi.

## Descriere
8696 Kjeriksson este un asteroid din centura principală de asteroizi. A fost descoperit pe 17 martie 1993 la Observatorul La Silla în cadrul programului UESAC. Asteroidul prezintă o orbită caracterizată de o semiaxă mare de 3,24 ua, o excentricitate de 0,13 și o înclinație de 6,0° în raport cu ecliptica.